# Xã Richmond, Quận Ashtabula, Ohio
Xã Richmond (tiếng Anh: Richmond Township) là một xã thuộc quận Ashtabula, tiểu bang Ohio, Hoa Kỳ. Năm 2010, dân số của xã này là 938 người.